# Bittersweet Life
Bittersweet Life è un film del 2005 diretto da Kim Ji-woon, presentato fuori concorso al 58º Festival di Cannes.

## Trama
Kim Sun-woo è un giovane manager di un lussuoso albergo e al tempo stesso braccio destro di un potente boss mafioso. Quest'ultimo gli affida un importante incarico: sorvegliare la sua giovane fidanzata, forse infedele. Sun-woo, scoperto l'amante della fidanzata del suo boss, dovrà prendere la decisione che si rivelerà la più importante della sua vita: scegliere una soluzione definitiva al problema o lasciar scappare l'amante della giovane, trasgredendo così all'ordine del suo boss. La sua scelta diplomatica lo porterà ad essere catturato dai suoi ex compagni della famiglia mafiosa e ad essere trascinato in un vorticoso succedersi di eventi che lo condurranno più volte al confine tra la vita e la morte. Per questo, una volta liberatosi dalla prigionia, andrà in cerca di vendetta.